# Helena Stenbäck
Helena Stenbäck é uma miss sueca eleita Miss Suécia 2003, representando seu país no concurso Miss Universo. No entanto, no concurso internacional ela não conseguiu se classificar entre as 15 primeiras.